# Hypnosemordet
Hypnosemordet (eller Hypnosemordene) var et dobbeltdrab, der fandt sted den 29. marts 1951 i forbindelse med et mislykket røveri i Landmandsbankens filial på Nørrebrogade i København.

## Forløb og efterfølgende retssag
Efter omfattende politimæssige, psykiatriske og psykologiske undersøgelser og den efterfølgende retssag blev to personer dømt for mordene; røveren Palle Hardrup, blev idømt tidsubestemt psykopatforvaring i Anstalten ved Herstedvester, mens hans bekendte fra efterkrigsårene, Bjørn Schouw Nielsen, blev idømt livsvarigt fængsel. Det var landsretten og højesterets opfattelse, at Schouw Nielsen havde hypnotiseret Hardrup til at udføre røveriet og mordene.
Røveriforsøget blev udført af den tidligere HIPO-mand (Hilfepolitzei, et dansk uniformeret korps, der fungerede som tysk hjælpepoliti i 1944-45 og som bl.a. jagtede danske modstandsfolk) 28-årige Palle Hardrup, der under røveriet først skød bankens kasserer og kort herefter filialbestyreren. Efter at have dræbt de to personer flygtede Palle Hardrup på cykel til den nærliggende Griffenfeldsgade, hvor han forsøgte at gemme sig i en opgang. Flere vidner fulgte efter den flygtende Palle Hardrup, og politiet blev hurtigt ledt til den opgang, hvor han forsøgte af skjule sig. Da politiet nåede frem overgav Hardrup sig hurtigt og uden kamp.
Hardrup havde under flugten benyttet en cykel tilhørende en anden tidligere dømt forbryder, Bjørn Schouw Nielsen. Få dage efter drabene rettede Bjørn Schouw Nielsen selv henvendelse til politiet for at sikre sig, at han ikke blev sat i forbindelse med drabene, blot fordi Hardrup havde benyttet hans cykel. Bjørn Schouw Nielsen og Palle Hardrup var tidligere cellekammerater i Horsens Tugthus, hvor de begge efter 2. verdenskrig havde afsonet langvarige domme for landsforræderi. Begge havde under afsoningen interesseret sig for orientalske religioner, yoga og hypnose. Politiet udviklede herefter en teori om, at Bjørn Schouw Nielsen efter løsladelsen, ved hjælp af bl.a. hypnose havde anstiftet Hardrup til at begå både røveriet og drabene.
Efterforskningen af røveriet og dobbeltmordet blev ledet af den farverige kriminalassistent Roland Olsen, med hjælp fra overlæge i psykiatri, Max Schmidt og doktor Paul Reiter.  Max Schmidt undersøgte systematisk, hvor modtagelig Palle Hardrup var for suggestion og hypnose. Paul Reiter havde i årevis videnskabeligt undersøgt virkningerne af hypnose og manipulation, og om hvorvidt det kunne bruges til at få påvirkede til at foretage sig handlinger, der under normale omstændigheder ville stride mod deres natur og handlemønster. Reiter skrev flere publikationer om sine konklusioner i sagen, herunder casestudiet Antisocial or Criminal Acts and Hypnosis: A Case Study.
Den spektakulære retssag blev først afsluttet i 1955, hvor Højesteret stadfæstede den oprindelige dom fra Østre Landsret. Palle Hardrup blev idømt tidsubestemt psykopatforvaring og Bjørn Schouw Nielsen blev idømt livsvarigt fængsel for sin anstiftelse og medvirken til mordet. 
Sagen blev nogle år senere genoptaget for Den Særlige Klageret, der i sin afgørelse ikke fandt det fuldt bevist, at Palle Hardrup havde været under påvirkning af hypnose under drabene. Det ændrede dog ikke noget for hans afsoning og Den Særlige Klageret omstødte heller ikke livstidsdommen over Bjørn Schouw Nielsen. Bjørn Schouw Nielsen og Palle Hardrup blev dog begge løsladt i 1967. Bjørn Schouw Nielsen begik selvmord i sin lejlighed på Amager den 26. maj 1974 med cyankalium, 59 år gammel.[kilde mangler]

## Film
Hypnosemord-sagen har gennem årene inspireret til flere tv-serier mm og nu den nye spillefilm ”The Guardian Angel”, der har biografpremiere i 2018. Filmen er indspillet i Danmark og Kroatien. Hovedrollen som kriminalassistent Anders Olsen (baseret på Roland Olsen), spilles af Pilou Asbæk og i de øvrige hovedroller ses danske Cyron Melville (Palle Hardrup) og Johannes Lassen (Petersen), foruden internationale skuespillere, som Josh Lucas (Bjørn Schouw Nielsen), Sara Soulié, Rade Serbedzija og Christopher Fulford. Filmen er instrueret af Arto Halonen.

## Eksterne links
- Omtale af Hypnosemordet på kriminalsager.dk
- Omtale af Hypnosemordene på bt.dk
- Anmeldelse af Hypnosemordene på b.dk
- De gådefulde hypnosemord Arkiveret 8. juni 2017 hos  Wayback Machine på politimuseum.dk
- Pilou Asbæk skal opklare mystisk københavnsk mordsag på film på Berlingske.dk

| Jura | Spire Denne juraartikel er en spire som bør udbygges. Du er velkommen til at hjælpe Wikipedia ved at udvide den. |

| Politi | Spire Denne politirelaterede artikel er en spire som bør udbygges. Du er velkommen til at hjælpe Wikipedia ved at udvide den. |

55°41′24.1″N 12°33′20.3″Ø / 55.690028°N 12.555639°Ø